# Józef Piątkowski

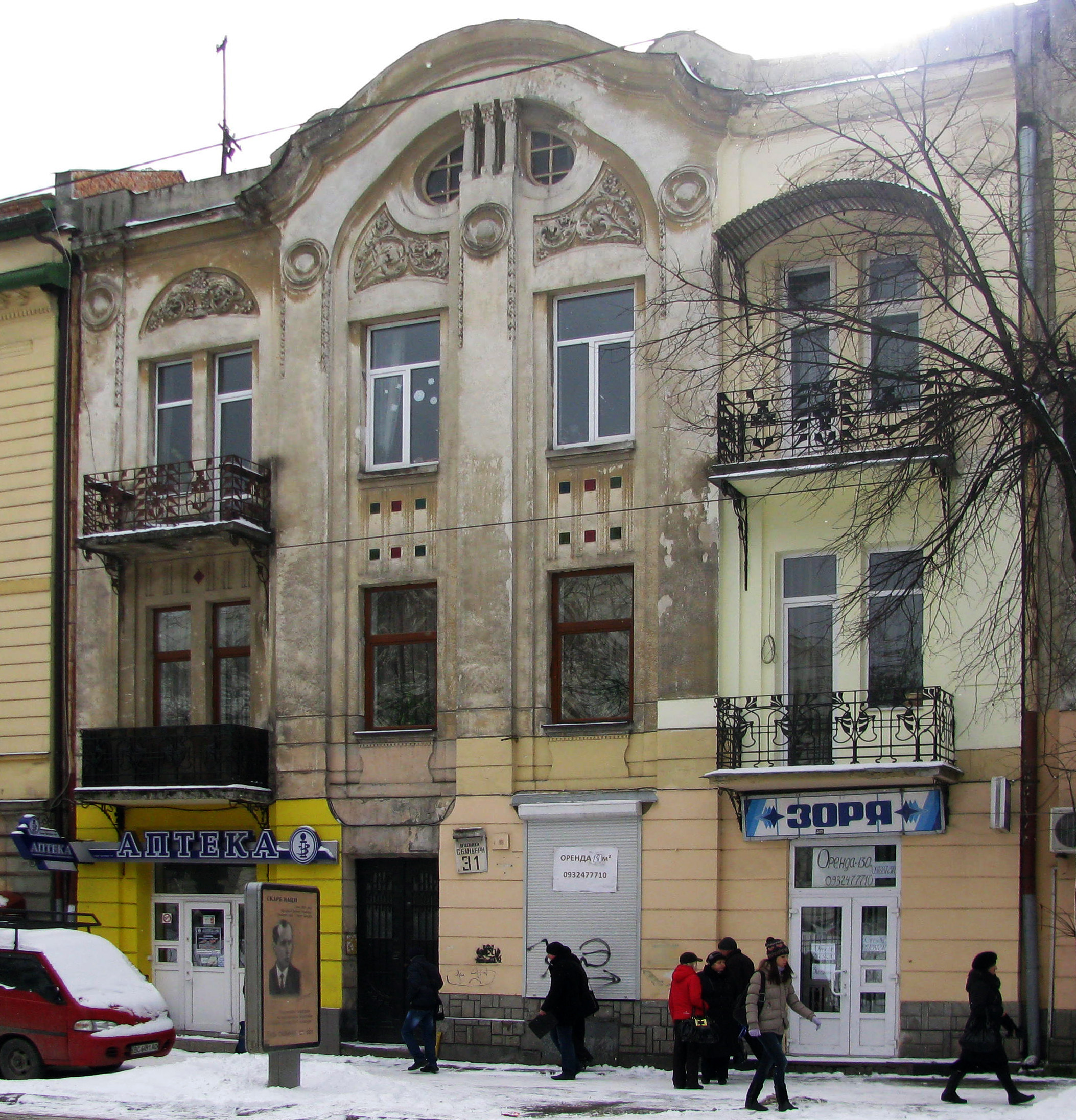
Kamienica przy ulicy Stepana Bandery 31 (Leona Sapiehy), Lwów

Józef Piątkowski (ur. 1874, zm. po 1939) – polski architekt związany twórczością ze Lwowem.

## Życiorys
Tworzył we Lwowie od początku XX wieku do I wojny światowej. Projektowane przez niego budynki cechuje dekoracyjność, powstawały w stylu modernizmu i historyzującego neoempire. W 1895 odznaczony austriackim Krzyżem Komandorskim Orderu Franciszka Józefa

## Dorobek architektoniczny
- Kamienica mieszkalna przy ulicy Mykoły Woronego 9 (Henryka Sienkiewicza) w stylu secesji, do 1939 mieścił się w niej konsulat brytyjski /1907/;
- Kamienice w stylu orientalnej secesji zbudowane dla Józefa Keniga przy ulicy Stepana Bandery 31 (Leona Sapiehy), współautor Władysław Hertmann /1907/;
- Dom Towarzystwa Sportowego „Sokół II” na ulicy Jurija Fedkowycza 32 (Wojciecha Kętrzyńskiego) /1908/;
- „Domus Recollectum” oo. Jezuitów przy ulicy Maksyma Żeleźniaka 11 (Dunin Borkowskich) /1908/;
- Kamienica Bromilskich przy ulicy Generała Czuprynki 49 (Andrzeja Potockiego) /1909-1910/;
- Dom polityka i działacza społecznego Jurija Mudraka przy ulicy Stepana Rudnickiego 15 (Grochowska) /1909/;
- Modernistyczny gmach Giełda Towarowa M. Połutraka przy ulicy Gródeckiej 2, współautor Stanisław Plichal /1910-1913/;
- Secesyjna kamienica z płaskorzeźbami Zygmunta Kurczyńskiego przy ulicy Gródeckiej 67 /1913/;
- Kamienica przy ulicy Kniazia Romana 34 (Stefana Batorego) współautor Stanisław Ulejski /1912/;
- Kamienica mieszkalna i kupieckie gimnazjum żydowskie przy ulicy Modesta Menczynskego 8 (Hugo Kołłątaja) /1912-1914/;
- Kamienica użytkowa w stylu modernizowanego baroku z kinem „Marysieńka” (obecnie teatr) przy placu Generała Petra Hryhorienki 5 (Franciszka Smolki), brama tej kamienicy była wejściem do pasażu Grünerów /1912/.